# Pre Production Demo
 (juillet 2018).
Si vous disposez d'ouvrages ou d'articles de référence ou si vous connaissez des sites web de qualité traitant du thème abordé ici, merci de compléter l'article en donnant les références utiles à sa vérifiabilité et en les liant à la section « Notes et références ».
Albums de As Blood Runs Black
Allegiance Instinct
Pre Production Demo est, comme son nom l'indique, une démo du groupe de Deathcore américain As Blood Runs Black.Il s'agit de leur première démo et de leur deuxième production. Pre Production Demo est sorti au cours de l'année 2008 sous le label Mediaskare Records.

## Composition
- Chris : Chant
- Ernie : Guitare
- Sal : Guitare
- Nick : Basse
- Ryan Thomas : Batterie

## Liste des morceaux
1. With Greater Heights
2. Destroying What Doesn't Matter